# 反三碘甲状腺原氨酸

反三碘甲腺原氨酸（反-3,3',5'-三碘甲腺原氨酸，反T3或 rT3）是三碘甲腺原氨酸（3,5,3'-三碘甲腺原氨酸）即T3的手性异构体。
甲状腺释放到血液中碘甲腺原氨酸的含量第三的是反T3，其含量为0.9%；含量最高的四碘甲状腺素（T4）占90%，含量第二的T3占9%。然而，人体血液中95%的rT3是在身体的甲状腺外的器官产生的，因为酶会从T4中去除特定的碘原子。
甲状腺分米的激素受下丘脑和垂体的控制。甲状腺激素的生理活性由激活、失活或直接放弃激素原T4，并进而功能性改变T3和rT3的酶系统调节。这些酶在复杂的系统指导下运作，包括：神经递质、激素、代谢标志物和免疫信号。
由于rT3的清除率降低而其产出量不变，导致rT3水平在非甲状腺性的病态综合征等病症中增加。清除率降低可能由于外周组织甲状腺素 5-脱碘酶活性降低，或肝脏对rT3的摄取率降低。此外，增加的rT3浓度是由于危重疾病、饥饿和胎儿生命中甲状腺素 5-脱碘酶活性上调所致。

## 反应

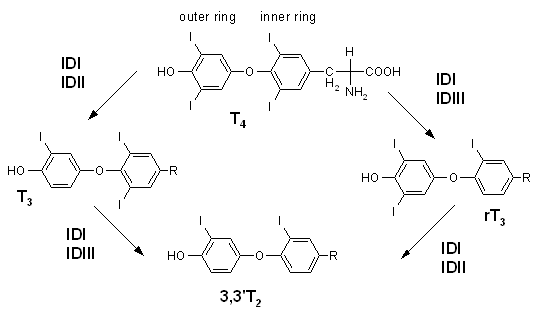
通过脱碘反应从T_{4}合成反T_{3}。T_{3}和T的合成。